# NGC 7108
NGC 7108 (другие обозначения — NGC 7111, PGC 67189, MCG −1-55-2) — галактика в созвездии Водолей.
Этот объект занесён в новый общий каталог несколько раз, с обозначениями NGC 7108, NGC 7111.
Этот объект входит в число перечисленных в оригинальной редакции «Нового общего каталога».